# Jalkovec
Jalkovec – wieś w Chorwacji, w żupanii varażdińskiej, w mieście Varaždin. W 2011 roku liczyła 1309 mieszkańców.